# Daniel Thomas (duchowny)
Daniel Edward Thomas (ur. 11 czerwca 1959 w Filadelfii, Pensylwania) – amerykański duchowny katolicki, biskup diecezjalny Toledo od 2014 

## Życiorys
Święcenia kapłańskie otrzymał z rąk kardynała Johna Krola w dniu 18 maja 1985. Przez kilka lat służył duszpastersko na terenie rodzinnej archidiecezji. W 1990 rozpoczął pracę w watykańskiej Kongregacji ds. Biskupów. W 2005 powrócił do archidiecezji i został proboszczem w Strafford.
8 czerwca 2006 mianowany biskupem pomocniczym Filadelfii ze stolicą tytularną Bardstown. Sakry udzielił mu kard. Justin Francis Rigali.
26 sierpnia 2014 papież Franciszek mianował go ordynariuszem diecezji Toledo w Ohio. W latach 2016–2017 był także administratorem apostolskim diecezji Cleveland.